# Kukułka (opera)
Kukułka (niem.: Kukuschka) – opera Franza Lehára w trzech aktach z 1896 roku. Premiera miała miejsce 27 listopada 1896 roku w Lipsku w Stadttheater. Libretto zostało napisane przez Felixa Falzariego.

## Historia powstania opery
W 1894 roku Lehár stanął do konkursu na stanowisko kapelmistrza reprezentacyjnej orkiestry marynarki wojennej w Puli i został przyjęty. W Puli zetknął z dalmatyńskim kompozytorem Antonio Smareglią, który wprowadził go w świat muzyki Wagnera oraz austriackim komandorem Feliksem Farzalim, dzięki któremu Lehár zapoznał się z nową literaturą niemiecką: Hofmannstahlem, Schnitzlerem, Bahrem. Falzari opracował też dla Lehára kolejne libretto. Jego temat zaczerpnął z nowo wydanej powieści George’a Kennana, rozgrywającej się na Syberii. Kennan pracował na Syberii jako dziennikarz Western Union Telegraph Company relacjonując zakładanie linii telegraficznej na tych terenach. Pozostał potem na Syberii przez sześć lat zafascynowany egzotycznym i surowym krajem i jego mieszkańcami. Tematyka rosyjska nie była wówczas w operze popularna, istniała więc szansa zainteresowania szerszej publiczności egzotycznym tematem. Lehár zajął się pisaniem muzyki z dużym zapałem, na bieżąco wypróbowując skomponowane fragmenty przy pomocy dyrygowanej przez siebie orkiestry. Na kilka letnich miesięcy 1895 roku przerwał pracę, by dyrygować orkiestrą wysłaną w rejs galowym okrętem marynarki wojennej z okazji otwarcia w czerwcu tego roku Kanału Kilońskiego.

## Treść
Opera opowiada historię żołnierza Aleksisa zakochanego w córce starego wołżańskiego przewoźnika, Anuszce. Za obronę z bronią w ręku ojca Anuszki przed Czerkiesem Saszą i wioskowym starostą, zostaje zesłany do kopalni złota w syberyjskim osiedlu Kara. Anuszka wyrusza za nim chcąc dzielić z ukochanym mężczyzną jego niedolę. W kopalni Aleksis spotyka Saszę, który targany wyrzutami sumienia pomaga mu w ucieczce. Ponieważ zbliża się wiosna, słychać już kukułkę, istnieje szansa, że zbiegom uda się dotrzeć do ludzkich osiedli. Anuszka z Aleksisem wyruszają w step, by zginać w śnieżnej zawiei.

## Losy sceniczne
Chęć publikacji wyciągu fortepianowego z opery wyraziło wiedeńskie wydawnictwo Hofbauera. Kiedy wystawieniem opery zainteresowała się scena lipska kompozytor zwolnił się z posady kapelmistrzowskiej, by uczestniczyć w pracach nad przygotowaniem przedstawienia. Wspólnie z Falzarim wzięli udział w próbach.
Premiera Kukułki miała miejsce 27 listopada 1896 roku. Teatr był wypełniony, a publiczność pięciokrotnie wywoływała kompozytora na scenę. Krytyki były w większości przychylne. Choć zauważono, że młody kompozytor jest na pewno entuzjastycznym wielbicielem Mascagniego i Leoncavalla, chwalono motywy rosyjskie i polskie, wyczucie efektu teatralno-operowego. Mimo sukcesu u publiczności i przychylnych recenzji sztuka została zdjęta z afisza po siedmiu przestawieniach. Jeszcze gorzej powiodło się Kukułce w Królewcu, gdzie zagrano ją tylko 4 razy. Tantiemy przyniosły Lehárowi 92 guldeny dochodu, podczas gdy wydał na przygotowania do wystawienia utworu 170. Zastawił wszystko, co miał, nawet skrzypce. Gdy po premierze zaprosił brata Antona na kolację, sam nie jadł, bo na posiłek dla dwóch nie wystarczyło mu pieniędzy. Nie pozostało mu więc nic innego jak ponownie postarać się o pracę kapelmistrza. Ostatecznie z konieczności przyjął posadę w 87. regimencie stacjonującym w Trieście, a potem w Puli. Na początku 1898 roku ciężko zachorował ojciec kompozytora, syn przybył do Budapesztu do łoża chorego i pozostał przy nim aż do jego śmierci 7 lutego.
Po śmierci ojca nie wrócił do Puli, lecz pozostał w Budapeszcie i objął wakującą batutę 3. pułku. Pracując w Budapeszcie podjął starania o wystawienie Kukułki w tamtejszym teatrze. Dyrektor Julius Káldy początkowo ignorował jego zabiegi. Ostatecznie pomogli mu przyjaciele z opery. Śpiewak Sándor Varady przełożył libretto na węgierski, a korepetytor, dawny koncertmistrz, Raoul Mader napisał któregoś dnia na tablicy ogłoszeń: Czwartek, 9 rano: próba „Kukułki”. Káldy, niespodziewanie, potraktował sprawę najzupełniej serio i w czwartek przyszedł rozdzielić role pomiędzy śpiewaków i omówić przygotowania do spektaklu. Ostatecznie premiera pod koniec kwietnia 1898 roku przyniosła mu podobny sukces jak w Lipsku – owacje, kwiaty, niezłe recenzje i mało pieniędzy. Po sukcesie budapeszteńskim Lehár ponownie zrzucił mundur, a jednocześnie za 1500 guldenów odkupił prawa autorskie do opery, pozostając bez grosza.

## Tatiana
Po raz kolejny próbę wystawienia utworu podjął Lehár na przełomie 1904 i 1905 roku. Libretto Falzariego przerobił wówczas Max Kalbeck, wiedeński krytyk i librecista. Opera zatytułowana Tatiana, bo takie imię nadał Kalbeck główniej bohaterce została przygotowana przez rozpoczynającego swą karierę muzyczną Roberta Stolza. Premiera miała miejsce 10 lutego 1905 roku w Stadttheater w Brnie. Sztuka po raz kolejny nie spodobała się i szybko zeszła z afisza. Po sukcesie Wesołej wdówki i na fali zainteresowania wszystkim co Lehárowskie jeszcze jedną próbę wystawienia utworu podjęła wiedeńska Volksoper. Premiera – 10 lutego 1906 roku zapowiadała długo oczekiwany przez kompozytora sukces. Opera spotkała się z entuzjastycznym przyjęciem. Kurtynę podnoszono aż 60 razy. Krytyki były już jednak nie tak łaskawe. Prasa pisała, że utwór jest staromodny i dyletancki. Publiczność też bardzo szybko straciła zainteresowanie dla opery.